# Joacim Cans
Pour les articles homonymes, voir Cans.

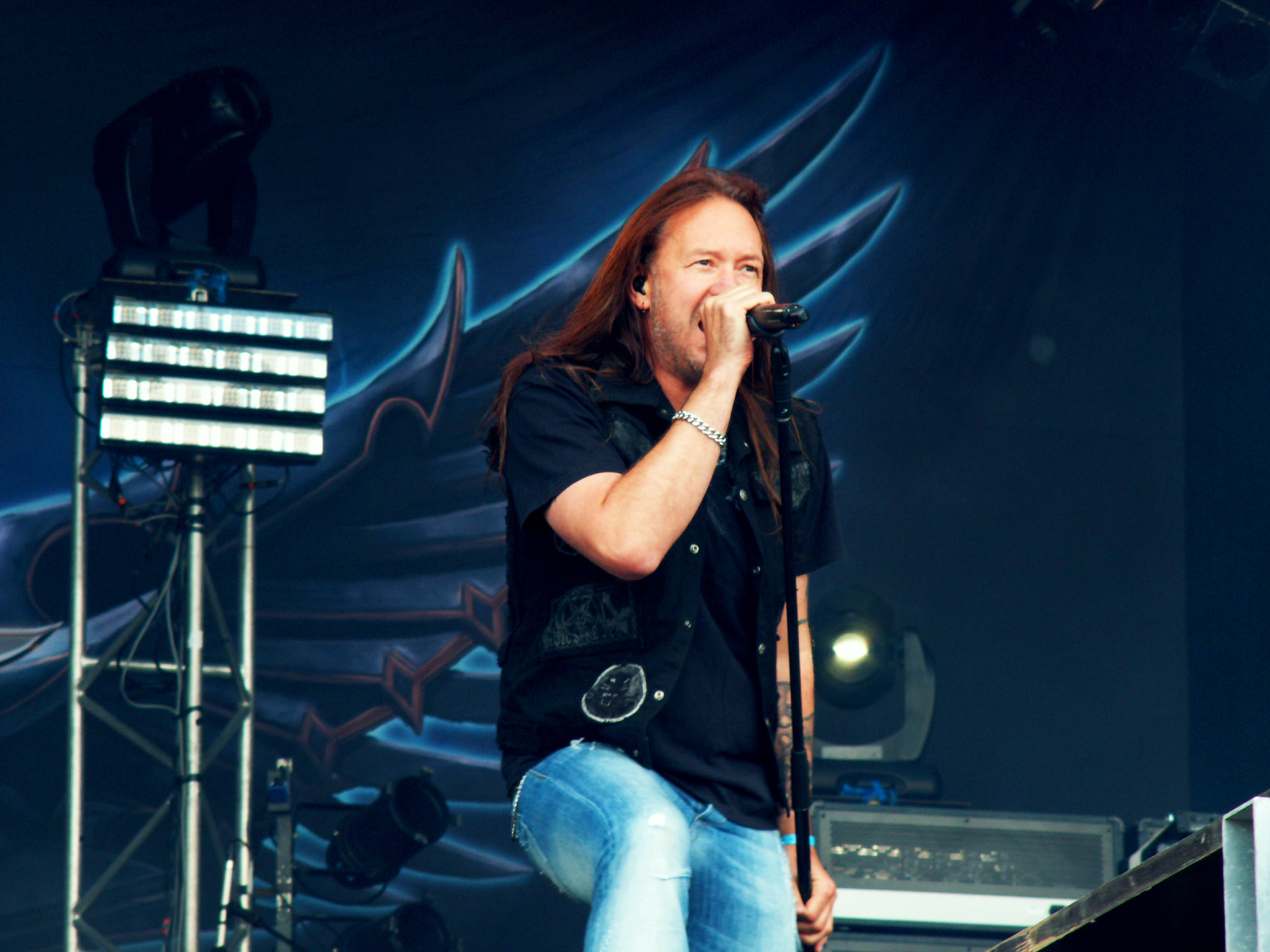
Joacim Cans, Hellfest 2011

Joacim Cans est un membre du groupe HammerFall, né dans la ville de Mora en Suède le 19 février 1970. 

## Biographie
En 1996, le chanteur du groupe, Mikael Stanne, est dans l'incapacité de monter sur scène lors des demi-finales de Rockslaget. Le groupe doit alors trouver un remplaçant. Grâce à des amis communs, le groupe prit contact avec Joacim Cans, qui accepta de jouer avec eux pour la soirée. Le concert fut un succès, mais les juges n'accordèrent pas l'accès à la finale pour HammerFall. Par après, Joacim fut intégré en tant que membre officiel du groupe.